# Montefino
Montefino – miejscowość i gmina we Włoszech, w regionie Abruzja, w prowincji Teramo.
Według danych na rok 2004 gminę zamieszkiwały 1184 osoby, 65,8 os./km².